# JUDGE EYES:死神の遺言
『JUDGE EYES：死神の遺言』（ジャッジアイズ：しにがみのゆいごん、英題：Judgment）は、セガゲームスより2018年12月13日に発売されたPlayStation 4用ゲームソフト。
リマスター版（PlayStation 5／Xbox Series X/S／Google Stadia向け）『JUDGE EYES：死神の遺言 Remastered』（ジャッジアイズ：しにがみのゆいごん リマスタード、英題：Judgment Remastered）は2021年4月23日に発売。
キャッチコピーは「正義という名の凶器」。公式サイトでは「木村拓哉 in PS4」をアピールしていたが、Remastered発表に伴い「木村拓哉 in ゲーム」に差し替えられた。
2021年にリリースされた『LOST JUDGMENT 裁かれざる記憶』は続編にあたる。

## 概要
2018年9月10日に行われた「PlayStation LineUp Tour」において発表された、龍が如くスタジオによる新規タイトル作品である。全13章。
ジャンルは「リーガルサスペンスアクション」の名の通り、法廷劇を軸として後述するアクション要素を加えたアクションゲームとなっている。今作は『龍が如く6 命の詩。』および『龍が如く 極2』と同じくドラゴンエンジンが使われており、脚本の古田剛志を始めとする『龍が如く0 誓いの場所』のスタッフが中心となっている。
当初の企画段階では『JUDGE』（ジャッジ）であったが、任天堂に商標を取られていたため、発表2ヶ月前に『JUDGE EYES』に変更された（ゲーム&ウオッチのタイトル一覧参照）。なお、欧米版では『Judgment』（ジャッジメント）のタイトルで2019年6月25日に発売されたが、後述のピエール瀧（羽村京平役）の一件により羽村のキャラクターモデルと声は差し替えとなっている。
2019年3月13日に出演者の一人であるピエール瀧が逮捕、後に起訴された事態を受けて、セガゲームスは今後の対応が決まるまで当面の間、本製品のソフトの出荷およびDL販売、製品HPの掲出などを取りやめ、在庫分は自主回収を行うことを発表した。その後、2019年7月18日に羽村のモデルと声を差し替えた新価格版が発売されることが発表された。この新価格版については、オリジナル版のセーブデータが使用できないことや、自動アップデートによるオリジナル版の差し替えはないことも併せて発表されている。
2021年4月23日には4K画質に対応した『JUDGE EYES：死神の遺言 Remastered』がPlayStation 5 / Xbox Series X/S / Google Stadia向けに発売。基本的なゲーム内容は新価格版と同様だが、収録されたミニゲームに一部違いがある。通常版および新価格版（PS4）とRemastered（PS5）ではセーブデータや購入したダウンロードコンテンツの共用はできず、PS4版からRemasteredへのアップグレードもできない。
2021年5月7日に、本作の続編となる『LOST JUDGMENT：裁かれざる記憶』が発表、同年9月24日に全世界同時発売された。
舞台
神室町が舞台であったり、東城会の人間が登場したりと、『龍が如く』シリーズと同じ世界観の物語となっている。同シリーズとは地理と組織のみを共有したスピンオフであることから、ゲストを含め、その登場キャラクターたちは1人を除いて登場しない。なお、神室町は東京都新宿区歌舞伎町をモデルにした歓楽街である。
ゲスト
メインゲストとして、俳優の木村拓哉、中尾彬、谷原章介、滝藤賢一、ピエール瀧が出演する。その他のゲストとしては、ヒップホップMCのMCUが登場する。また、コラボ出演として、麻雀バラエティ番組『THEわれめDEポン』にアシスタントとして出演しているタレントの橘ゆりかや「いきなり!ステーキ」創業者の一瀬邦夫が登場する。
特典
予約特典として、主人公である八神のボイスを複数種類聞くことができる「主人公ボイス詰め合わせキーホルダー」が付属される。その他の予約特典として、ゲーム販売店舗別（8店舗）にそれぞれ異なる特典が付属される。2018年11月29日に『龍が如く6』と同様に製品版にセーブデータを引き継げる『一章まるごと体験版』が配信された。

## ゲームシステム
セガゲームス公式サイトでは「調査アクション」の中に「バトルアクション」が含まれる構成で紹介されており、その中では「依頼や事件を解決するうえで、必要となる数々の『調査アクション』」と明示されており、また物語の序盤からこれらを頻繁に切り替える必要があることも示唆されている。

### 物語
メインケース
神室町で発生した連続猟奇殺人事件の真相を追う、本作におけるメインストーリー。マップに次の行き先が表示されるようになっており、そこに向かうことでストーリーが進行する。
サイドケース
探偵業を営む主人公・八神の普段の仕事にスポットを当てた、いわゆるサブミッション。浮気調査や人探し、暗号解読、爆弾解除など、様々な依頼・事件に挑むことができる。
フレンドイベント
ショップの店員や学生、ホストなど、神室町内の様々な人々に声をかけることで発生するイベント。声を掛けた人の悩みや問題を解決してあげることで、その人とフレンドになることができる。また、そうやってフレンドになった人が増えるに連れて、八神の街の評判が上がっていく。街の評判が上がると、新たなサイドケースの依頼が発生したり、特定の人物とフレンドになると街中でのバトルの際に加勢してくれたりする。
ガールフレンド
サイドケースで出会った女の子を誘い、デートをすることができる。ガールフレンドにできる女の子は4人で、彼女らが登場するサイドケースをクリアした後にデートが可能になる。デートでは、プレゼントをあげたり会話中の選択肢によって親密度を上げることができ、親密度が最高まで上がると特別なイベントが発生する。

### 調査アクション
調査アクションにはバトルアクションを除くと8種類が設定されている。
サーチモード
人物や証拠の探索などで用いられる。一人称視点になり、調べたい部分にカーソルを合わせて拡大すると、そこから手掛かりや証拠品を発見できる。
なおほとんどの場合において調査対象とは無関係に、調査範囲内のどこかに猫が配置されており、これを見つけて調べると「Sp（「スキルポイント」、本作での経験値の呼称）」ボーナスが発生する
尾行
特定人物の後をつける際に用いられる。看板や車などの陰に身を隠しながらターゲットを尾行する。尾行中のアクションに対し「警戒ゲージ」が設定されており、警戒ゲージが最大まで上昇するとターゲットに気付かれたことになり、尾行失敗となる。また、尾行中にターゲットを見失うとカウントダウンが表示され、カウントがゼロになる前に再びターゲットを視界に捉える必要がある。カウントがゼロになった場合は、ターゲットを完全に見失ったことになり、これも尾行失敗となる。
チェイス
逃走する相手を追い詰めるためのアクション。街中を逃げるターゲットを全力疾走で追いかける。ターゲットが仕掛けてくる妨害や人だかりや障害物を、画面に表示されるボタンで回避しながら追跡する。回避に失敗すると失速してターゲットとの距離が空いていき、ターゲットを見失うとチェイス失敗となる。
聞き込み
人から情報を引き出すためのアクション。問いかける内容の選択肢が表示され、その中から選択して聞き込みを進行する。
誤選択時にペナルティは発生しないが、最良選択肢の連続選択でSpボーナスが発生する。
証拠提示
入手した証拠品や写真などを相手に提示することで、相手を説得したり真実を聞き出すためのアクション。相手の反応は掲示する証拠に応じて変化する。
誤選択時にペナルティは発生しないが、再度選択肢が表示され、掲示する証拠品を選び直すことになる。
スクープミッション
浮気などの証拠写真を撮影するアクション。撮影ポイントとタイミングに応じて写真の出来栄えが変わり、それによって失敗とボーナスが存在する。
鍵開け
施錠されている建物への侵入や、アイテムが隠された扉を開く際に使用するアクション。ピッキングとサムターン回しの2種類が存在し、それぞれがミニゲームになっている。
変装
プレイヤー自身の外見を変えるアクション。建物への侵入や、八神の顔を知る人物の尾行の際用いられる。

### バトルアクション
バトルアクションはセガゲームス公式サイトによれば「『龍が如くスタジオ』ならではの『誰でも、簡単に、カッコいいアクションバトル』を楽しめる」と明示しており、また同時に「『ドラゴンエンジン』で再構築された」とも言及している。バトルでは立体的なアクションが可能となっており、壁を使う、敵の頭上を飛び越えるなどの多彩な攻撃手段を用いて攻撃ができる。

#### フィジカルスイッチ
バトルでは、下記の2つの格闘スタイルを切り替えて闘う「フィジカルスイッチ」というシステムが存在する。
一閃
1対1のタイマンバトルに適したスタイル。一撃の威力が高く、敵のガードを崩すことができる。
円舞
集団相手のバトルに適したスタイル。素早い攻撃で、一度に広範囲に攻撃できる。

#### モータルアタックと致命傷
ボスや一部の強敵は、体力が一定以下まで減ると赤いオーラ（キャラクターによっては青いオーラ）を纏い、「モータルアタック」と呼ばれる強力な攻撃技を発動する。モータルアタックは受けると大ダメージを受けるうえ、ガードできない。また、モータルアタックや銃器での攻撃を受けると「致命傷」を負い、体力ゲージの一部が割れた状態になる。この状態では、ゲージの割れていない部分までしか体力を回復できなくなる。この致命傷は弁当などの回復アイテムでは治せず、治すには治療キットを使うか、特定の人物による治療を受ける必要がある。

### その他
プレイスポット
カジノや賭場、ゲームセンター（クラブセガ）といった『龍が如く』シリーズにも登場したプレイスポット以外にも、ピンボールで遊べる「ピンボールパーラー」やドローンを使ったレースゲーム「Dリーグ」、VRを用いたすごろくゲーム「VRすごろく：ダイキュー」といった新プレイスポットが登場する。ゲームセンターでは『龍が如く』シリーズ系列では登場の多い『スペースハリアー』そして『ファイティングバイパーズ』や『モーターレイド』新登場作品、ザ・ハウス・オブ・ザ・デッドシリーズをベースとしたオリジナルガンシューティングゲーム「KAMURO OF THE DEAD」といった新ゲームが登場するだけでなく『バーチャファイター5 ファイナルショーダウン』や『ファンタジーゾーン』・『ぷよぷよ』と言った再登場作品もあり、『龍が如く』シリーズと同システムを使った作品群の中では登場ゲームは最多である。
リマスター版では『ピンボール』と『ぷよぷよ』が無くなり、それぞれ『アウトラン』と『バーチャファイター2』に変更されている。

## ストーリー
2015年。神室町の源田法律事務所に所属する弁護士の八神隆之は、ある殺人事件の容疑者・大久保新平の刑事弁護を担当することになった。有罪確実と言われていたその裁判で、八神は見事に無罪判決を勝ち取り、敏腕弁護士として一躍時の人となる。ところが、無罪放免となった大久保が、釈放直後に同棲中の恋人を惨殺し、住んでいたアパートに放火するという凶行に及んだ。大久保は再逮捕され、裁判で死刑判決が言い渡された。この一件で、世間からの八神への評価は一転。「凶悪な殺人鬼を野に放ったインチキ弁護士」のレッテルを張られ、八神はそれまで築いてきたものを全て失ってしまう。それ以降、八神が再び法廷に立つことはなかった。
3年後の2018年12月。八神は弁護士を辞めて神室町で探偵事務所を開業し、元極道の海藤正治と共に、探偵兼便利屋として細々と生活していた。神室町では、東城会の三次団体でかつて海藤が所属していた「松金組」と、関西から進出してきた「共礼会」の抗争が始まっていた。そんな中、共礼会の組員3名が相次いで殺害される事件が発生。被害者は皆両眼を抉り取られており、連続猟奇殺人事件として神室町を震撼させる。
警察の捜査の結果、3人目の被害者の久米が殺される直前、松金組の若頭・羽村京平と揉め事を起こしていたことが判明する。そのため警察は、羽村を久米殺害の容疑で逮捕。羽村は無実を主張し、付き合いのある源田法律事務所に弁護を依頼した。源田法律事務所から依頼を受けた八神は、法廷で羽村の弁護を担当する元先輩の弁護士・新谷正道のバックアップとして動くことになる。八神は地道に証拠を集め、羽村のアリバイを立証する証人を探し出して無罪判決を勝ち取った。しかし、事件を調べるうちに、真犯人と羽村につながりがあることと、羽村がその事実を隠していたことが判明する。不審に思った八神は、謎に包まれた真犯人を「モグラ」と名付け、独自に事件の調査を続行する。その調査の中で、八神は海藤から情報屋として神室署の組織犯罪対策課の刑事・綾部和也を紹介される。綾部は捜査情報の横流しを行っている汚職警官で、金と引き換えに八神に連続殺人事件の情報を渡す。また、綾部の上司で連続殺人事件の捜査の指揮を執る刑事・黒岩満が、自身が逮捕した羽村を無罪にされたことで八神を目の敵にし、八神の前に度々姿を現して挑発するようになる。
事件の調査の最中、八神は神室町で活動する仮面の窃盗団の一人・ジェスターと度々接触する。最初は敵対していたが、何度か危ない所をジェスターに助けられ、後に彼がリーダーとの考えの相違から窃盗団を脱退したことがわかる。ジェスターは八神の誘いに乗り、素顔を見せて杉浦文也と名乗り、八神の調査に協力するようになる。
その数日後、松金組の組員が組の事務所前で射殺されるという事件が発生した。犯人は共礼会の差し金であり、連続殺人事件を松金組の犯行と見ての報復であった。被害者の服装から犯人の本来の標的は羽村と考えられ、それが判明すると羽村は行方をくらましてしまう。さらに、羽村を無罪にした八神や新谷も、命を狙われる危険があることが判明。八神はすぐに源田法律事務所を訪ね、新谷に注意を促す。しかし、新谷は羽村を無罪にした時点で仕事は終わっていると主張。さらに、連続殺人の犯人のモグラが極道組織の抗争とは異なる者だという意味深な発言をし、源田法律事務所を出てどこかに行ってしまう。
ところがその夜、新谷が八神の探偵事務所で他殺体となって発見される。新谷は拳銃で射殺されており、先の連続殺人と同様に両目を抉り取られ、事務所のクローゼットに入れられていた。それはまるで、事件を調べまわる八神への警告であるかのようだった。八神は新谷殺害もモグラの犯行と考え、モグラの手掛かりを求めて新谷のスマホの履歴から、彼が生前最後に電話を掛けた番号を調べる。その電話番号は、厚生労働省所管の医療研究機関「先端創薬開発センター」のものだった。このセンターは、世界初のアルツハイマー型認知症の特効薬「アドデック9」の開発で、近年注目されている施設だった。新谷がなぜ創薬センターに電話したのかはわからなかったが、八神にとってこの創薬センターは忘れられない場所だった。3年前、弁護士として最後に担当した、大久保新平が犯人とされていた殺人事件。その事件があった場所こそが創薬センターだったのだ。大久保は創薬センターの附属病院に出入りしていたリネン業者で、被害者はそこに入院していた認知症患者。さらに、無罪判決の後に大久保が殺したとされる恋人の寺澤絵美も、同じ病院の看護師であった。モグラによる一連の連続殺人事件は、3年前の大久保新平の事件と繋がっているのか。八神は真実を確かめるべく、創薬センターを訪ねることにする。だがこの時、一連の事件と創薬センターの背後にあまりにも巨大な闇が潜んでいることを、八神はまだ知らなかった。

## 登場人物

### 八神探偵事務所
八神 隆之（やがみ たかゆき）
演 - 木村拓哉
本作の主人公で、「八神探偵事務所」の所長を務める。35歳。海藤や松金、羽村などからは「ター坊」の愛称で呼ばれる。探偵としての能力は高く、弁護士として得た法的知識をはじめ、尾行や変装、ドローン操縦、ピッキングといった様々な技術を有している。また喧嘩の実力も確かなもので、かつて父から手ほどきを受けたカンフーを自己流にアレンジして鍛え上げた「神室町流」で戦い、蹴り技中心で対多人数向けの「円舞」と、手技によって相手の防御を崩す一対一向けの「一閃」を使い分ける。
松金に気に入られて弁護士になるのに金銭を含めて支援を受けた関係上、松金組の極道たちと面識があり組の事務所に上がり込むこともあるが、八神自身はあくまで堅気であり、極道ではない。戦闘もほとんど素手で行い、拾える武器も鈍器のみで、銃火器や刃物は使用しない。
父親も優秀な弁護士で、15歳の少女を強姦し死亡させた容疑者の弁護を担当し、死刑で当然という世論が圧倒的な中で見事に無罪判決を勝ち取った。しかし、このことを逆恨みした被害少女の父親の手により、妻と共に自宅で刺殺されてしまう。八神自身はその時は友人の家を泊まり歩いていたため助かったが、両親を一度に失い、その犯人も八神宅の中で首を吊って自殺という、誰も救われない結末となる。その後、八神は神室町で喧嘩に明け暮れる荒んだ生活を送るようになるが、当時松金組の組員だった海藤正治にたまたま喧嘩を吹っ掛けたことで組長の松金貢に目を掛けられ、人生をやり直すことを決意。猛勉強の末に司法試験を突破し、父と同じ弁護士への道を歩み始める。
弁護士になった後は源田法律事務所に所属し、所長の源田や先輩の新谷の指導を受けながら仕事に励む。そんな折、殺人事件の容疑者として逮捕された大久保新平の弁護の依頼が入る。初めて刑事弁護に挑むことになったが、入念な調査で証拠を集め、有罪確実と言われていたその裁判で大久保の無罪判決を勝ち取り、一躍時の人となる。しかし、その大久保が釈放直後に恋人を殺害してアパートに放火し、再逮捕されてしまう。これにより世間の自身への評価は一転し、「凶悪な殺人鬼を野に放ったインチキ弁護士」のレッテルを張られてしまったため、弁護士バッジを外して逃げるように法曹界を去った。その後は松金組を破門された海藤と共に、神室町内で探偵事務所を開業し、探偵兼町の便利屋として細々と暮らしている。
海藤 正治（かいとう まさはる）
声 - 藤真秀
八神探偵事務所の探偵助手で、彼の兄貴分的な存在。元松金組の構成員。38歳。大柄な体格をしており横柄な態度だが、あけすけなだけで悪気はない。天然気味なところもあり、事をごまかすつもりが口を滑らせたり、尾行が得意ではないなど探偵としての調査技術は未熟。その一方で、ドローンの操作を喜色満面で練習する姿を神室町の小学生に目撃されるなど、努力家な一面も見せる。また、天然気味に口から出た言葉が事件調査の思わぬ切り口になったりすることもある。逆に、知識があるが故に推測に推測を重ねて論理を飛躍させることがある八神や杉浦に対し、現実的な見方の論を突き付けてストッパーをかけることもする。
中学を卒業してから松金組に在籍しており、その頃に神室町で荒れた生活を送っていた当時15歳の八神に出会う。八神には顔を合わせる度にケンカを売られ、その度にことごとく彼を倒していた。組員時代は羽村を脅かすほどに組内で力を持っていたが、ある事件に巻き込まれ、責任を取る形で破門となる。在籍時はもちろん、破門された後も松金組長を慕い、忠誠を誓っている。
作戦のために自らヤクザの拠点で騒動を起こして何人ものヤクザを怒らせたり、いくら怪我を負っている状態でも進んで戦闘に参加するなど、外見と性格に違わない途轍もない漢気と度胸を併せ持つ。事件の謎を追う八神の相棒として序盤から終盤まで行動を共にし、裏社会で培った度胸と機微と腕っ節で八神を手助けする。

### 源田法律事務所
源田 龍造（げんだ りゅうぞう）
演 - 中尾彬
「源田法律事務所」の所長。67歳。八神の弁護士時代の上司で、八神を司法試験合格以前から事務所で働かせるなど面倒を見てきていた。そのため、八神からは実父や松金と並んで親父のような存在で慕われている。八神が弁護士を辞めて探偵となった後も情報集めの仕事を依頼したりと、何かと八神を気にかけて面倒を見ている。また、松金組長とは40年来の親友で、この縁があって八神が源田法律事務所に所属するようになった他、物語開始前には松金組の法的係争の弁護を何度も請け負ってきた過去を持つという。
仕事においては依頼人の幸せを一番に考えており、依頼人のためになるのであれば裁判での勝敗や成功報酬にも拘らない。弁護士という職業を「依頼人の人生を変えるような大きな決断に立ち会う仕事」と考えており、金やプライドのために判断したら依頼人を不幸にしかねないと思っている。
新谷が殺害された際は食事も喉を通さないほどに憔悴し、「これ以上教え子を失う訳にはいかない」との考えから八神に深入りを禁じるよう言い渡すが、それでも戦い続ける八神の姿と、神室町での生き方を思い出したことで考え直し、「やられっぱなしでは神室町では生きていく事はできない」と新谷殺害の件に関して採算度外視で全面的に協力することを約束する。
城崎 さおり（しろさき さおり）
声 - 甲斐田裕子
源田法律事務所の所属弁護士で、事務所の紅一点。32歳。影のある雰囲気の地味な外見と無愛想な物言いが特徴の女性だが、実は高級キャバクラのオーナーも認めるほどのポテンシャルを秘めている美女。後輩弁護士の星野もその美貌を見抜いており、思いを寄せられている。
性格は基本的にマイペースで物静かだが、誰に対しても言いたいことをはっきりと言える度胸も併せ持っている。また、大の甘党で、八神の手土産の菓子を無断で全部食べてしまうほど、甘いお菓子(特に限定品)に目がない。そのため、冷蔵庫に保管していた限定品のケーキが無くなった時には、星野が食べたと疑い、事務所内で裁判を起こすほどに怒りを露わにしていた。
その美貌を利用した作戦のため、八神に何度か協力を依頼され、キャバ嬢やフリーライター記者などに扮して潜入捜査をすることがある。この時は八神ではなくさおり視点で彼女を操作することになり、本作で唯一主人公の八神以外を操作する。
なお彼女は男性関係でうわついた話は特になく、男性を手玉に取るような話術は苦手だと自称していたが、潜入捜査の際に八神からアドバイスを受けつつ経験を積んだ結果、最終的には八神さえも怖さを覚えるほどに巧みな話術を身に着ける。
新谷 正道（しんたに まさみち）
声 - 桐本拓哉
源田法律事務所の所属弁護士。43歳。八神の弁護士時代の先輩で、弁護士としての能力は決して八神に見劣りするものではないが、後輩である八神に対して、現役時代も退職後も変わらず先輩風を吹かすなど、格下と見た人間に対しては横柄な振る舞いを見せる反面、極道のような当たりの強い相手には露骨に謙る他、勝ち目のない裁判に対しては端から諦めていい加減な応対をとったり、女性に対してセクハラ紛いな発言をするなど軽薄な一面もある。
実利的かつ事なかれ主義的な側面が強く、頑なに真実を追い続ける八神とは弁護士時代も探偵時代もお互い反りは合わない。
共礼会組員連続殺人事件の容疑者として逮捕された羽村京平の弁護を担当することになり、八神と共に事件を調査。八神の協力もあり、裁判では羽村の無罪を勝ち取った。その後は八神にはこの仕事は終わったとしながらも、独自に調査して八神も知らないモグラの情報を掴んでおり、後にモグラに殺害されてしまう。死体は両目を抉られ、八神への警告であるかのように、彼の探偵事務所のクローゼットに遺棄されていた。誰にも言わずに独自に調査をした理由は判明しないが、後に羽村が勝手な想像で語っている。
星野 一生（ほしの いっせい）
声 - 林勇
源田法律事務所に所属する新人弁護士。27歳。トップクラスの成績で司法試験に合格した秀才だが、「一流の二番手でいたい」と言うなど、今風の草食系男子らしく野心や出世欲はない。その一方で、空手三段の腕っ節を持つ上、見た目や言動に反してヤクザにも一歩も引かない度胸の持ち主であるなど、意外性も持つ（ただし、相手は八神の味方である東である。また別の日で共礼会のアジトであるKJアートで待ち合わせる際は緊張していた）。また、密かに先輩弁護士のさおりに想いを寄せており、彼女の美貌やポテンシャルの高さを早くから見抜いている。
正義感が強く仲間想いの性格で、同じ事務所の先輩である新谷が殺されてからは源田には内緒で八神への調査協力を申し出、海藤や杉浦らと共に八神の重要な協力者となる。

### 神室署
黒岩 満（くろいわ みつる）
演 - 谷原章介
神室署組織犯罪対策課の刑事。神室署内でも高い検挙率を誇るエリート刑事で、人望が厚く、本庁の幹部からも強く信頼されている。部下の綾部曰く「隙が全く無い完璧人間」。綾部の汚職は既に見通しているが、綾部からはそんな完璧な性格に内心目障りにされており、何か裏の顔があるはずだと疑われている。
共礼会組員連続殺人事件の捜査で陣頭指揮を執っており、容疑者として羽村を逮捕した。しかし、新谷と八神によって裁判で羽村を無罪にされてしまい、それによって面目を潰される。八神が「インチキ弁護士」と言われる所以も知っており、面目を潰されて以降八神を目の敵にすると同時に、疑惑の目を向け続ける。
綾部 和也（あやべ かずや）
演 - 滝藤賢一
神室署組織犯罪対策課の刑事で、黒岩の部下。35歳。飄々とした態度の昼行燈のような雰囲気を持つ。表では刑事として真面目に働いているが、実態は汚職警官であり、裏では情報屋として捜査情報を横流ししたり、自分の立場を利用して地下カジノ隠蔽などで私腹を肥やしている。切れ者で、情報収集力は確かなものがあり、顧客も多い。
羽村を無罪に導き彼を逮捕した黒岩の面目を潰したことで八神を気に入り、金次第で協力するようになる。その後も様々な事件の情報を提供して八神に協力するが、後に黒岩に目を付けられ、黒岩との常時同行を余儀なくされてしまう。
その後、新谷が殺害される事件が発生し、その凶器に自分の拳銃が使用されていたことで容疑者となり、逮捕されてしまう。
桜庭（さくらば）
声 - 小沢和之
神室署組織犯罪対策課の刑事。黒岩より一回りほども大柄な体格をした厳つい顔の巨漢で、常に彼に付き従っている。
柴田（しばた）
神室署の刑事。八神が警察に捕まる度に取調室で説教する、かなり口うるさい性格。しかし捕まって会う度に次第に八神と親密になっていく。

### 東京地方検察庁
藤井 真冬（ふじい まふゆ）
声 - 清水理沙
東京地方検察庁検事。32歳。黒のショートヘアと白いスーツが特徴の美人。八神の顔馴染みの検事で、八神とは友達以上恋人未満の仲。育ちのいいお嬢様ながら、強い正義感を持つ。
幼少期に母親がひき逃げされ、重傷を負った過去を持つ。その事件の時、幼く満足に証言ができない自分に代わり、担当検事だった森田が親身に対応し、事件を解決してくれた。それがきっかけで森田に初恋をし、法律の道を志し地道な努力の末に司法試験を通過した。
城崎さおりとは中学の同級生で、幼馴染。中学時代に、いじめられていたさおりを仲裁に入って助けたことがある。その後、数年越しに大学の法学部でさおりと再会し、初恋の森田が結婚して落ち込んでいたことと男性に免疫がなかったことを心配した彼女から八神を紹介され、彼と親密な間柄となった。
今作では、共礼会組員連続殺人事件を追う八神を終始サポートする。
泉田 圭吾（いずみだ けいご）
声 - 最上嗣生
東京地方検察庁検事。真冬の同僚。プライドが非常に高い自信家で、3年前の事件で八神に無罪を勝ち取られメンツを潰されたことで、八神に対して深い恨みを持っている。
悪口や皮肉を言われたり盲点を突かれるとすぐ激昂するなど、検事としてやや冷静さに欠けている部分があるが、正義感を有している部分もある。
森田 邦彦（もりた くにひこ）
声 - 森田順平
東京地方検察庁検事正。真冬の上司。実直な性格と合理的な考えの持ち主で、部下からは怖がられることも多いが、仕事以外では紳士的な態度で接し柔らかな表情も見せる。
かつて真冬の母親のひき逃げ事件を担当し、幼く証言ができなかった真冬に代わり現場に足を運び、丁寧に情報を引き出して事件を解決に導いたことから、真冬にとっては憧れかつ初恋の人物。

### 東城会系松金組
松金 貢（まつがね みつぐ）
声 - 西村知道
東城会系松金組組長。八神や海藤を10代の頃から息子同然に可愛がり、両者から尊敬されている。特に八神のことは、タニマチとして夜学の学費を支払うほどに可愛がっていた。八神にとっても「親父」と呼べる存在のうち一人。また、源田龍造とは40年来の親友で、駆け出しの八神の面倒を見て欲しいと源田に頼んだのも松金である。
義侠に溢れる典型的「古き良き極道」だが、今現在は組の稼ぎ頭として立場が増す羽村の台頭を抑えることができず、羽村が辣腕を振るう裏に自身への深い忠誠心があることも理解しているため、八神が羽村と揉めた際も羽村を止めることができず消極的な発言を繰り返した。
羽村 京平（はむら きょうへい）
演・声 - ピエール瀧（通常版） / 田中美央（新価格版以降）
松金組若頭。52歳。八神や松金組の関係者からは「羽村のカシラ」と呼ばれている。
厭味たらしく自己中心的で粗暴な言動が多く、他人を蹴落とすことに長けた策略家でもある。その狡猾さを武器に組での稼ぎ頭として台頭しており、海藤の破門以降は実質的に組長以上の発言力を持つなど立場が強い。
八神とは過去の因縁から関係は良好とは言い難く、また八神と海藤のことは組員の自分たちを差し置いて組長の松金から可愛がられる存在であることを腹立だしいと思っている。
反面、松金組長のことは心から尊敬しており、組を守るために何度も危ない橋を渡り、汚れ役や憎まれ役に徹してまでも組を守ろうとするなど、普段の横暴な態度からは想像できないほどの忠誠心の持ち主でもある。
八神は、羽村が共礼会組員連続殺人事件に関して重要な秘密を握っていると目しており、真犯人のモグラとの繋がりを疑っている。
尾崎 浩二郎（おざき こうじろう）
声 - かぬか光明
松金組若頭補佐で羽村の忠実な側近。力士と見まごうほどの巨漢で、羽村のボディーガード的な役目も担っており羽村の隣を常に陣取っている。
ケンゴ
声 - 梶川翔平
松金組の若手の組員で羽村の取り巻きの一人。羽村に気に入られており、ケンゴも羽村を強く慕っている。
後にとある事情で組が分解しそうになったときには、敵討ちのために自身が組を纏めようとする。
栗本 正一（くりもと しょういち）
松金組の古株の組員。粗暴な言動をする羽村に不快感を感じている。背格好が羽村に似ていたため、組の事務所前で羽村と間違われ、共礼会の鉄砲玉に銃撃され死亡。
東 徹（ひがし とおる）
声 - 川原慶久
松金組若衆。32歳。元は極道者とはとても思えないほど気が弱く心優しい性格。海藤が組にいた頃は彼の弟分だったが、海藤の破門以降は羽村の部下となり、出世したことで部下を所持するようになり、極道らしい冷酷で暴力的な性格に変貌する。だが、根元の部分は変わっておらず、弟分や子供に優しい人情家の一面を覗かせる。
組が運営するゲームセンター「シャルル」の管理を担当している。当初は八神たちと敵対するが、彼が変わってしまった様子が判明すると後に協力者となる。八神たちが度々アジトとしてシャルルを利用するようになると、それを嫌がる素振りを見せながらも、彼らを受け入れている。
シャルルの店員
声 - MCU
松金組若衆で、兄貴分の東が組から経営を任されているレトロなゲームセンター「シャルル」の店員。本名は不明。
ストーリー中では無意味な暴力を三度も受けることになる。
ステッキ男 / 須崎 雅司（すざき まさし）
松金組の刺客。通称である「ステッキ男」の名が示す通り様々な刀剣・火器などを仕込んだステッキを武器とする。
双子の兄がおり、幼少期から争い合うことでお互いを鍛えていったという。フルネームは『LOST JUDGMENT：裁かれざる記憶』で判明した。
田代（たしろ）
声 - 八木岳
松金組組員。金色の派手なジャージに夜でもサングラスを掛けるなど組一番のオシャレ好きで、その強烈なスタイルは組員たちには好評らしいが、杉浦からは笑いものにされていた。
とある理由で八神が変装して松金組事務所に潜入する時に、背丈が似ている彼の衣服を強制的に奪うことになる。当然彼が望むはずがなく八神に嫌悪感を抱くも、後にあるイベントで逆に八神に助けられ、「ちゃんと借りは返す」として以後は戦闘中に八神を手助けするようになる。

### 関西共礼会
古葉（こば）
共礼会会長。神室町には来ていないため作中で姿を見せることは無く、名前のみ登場。
塩屋 聡（しおや さとし）
声 - てらそままさき
共礼会若頭。共礼会の跡目を期待される武闘派の極道で、古葉会長の懐刀として神室町での指揮を任されている。
物語の途中で関西から神室町に訪れ、それと同時に羽村を殺害する鉄砲玉を差し向けてくる。
梶平の指示に従い、梶平が八神に依頼する際に小手調べとしてけしかけられる。しかし指示に従うと言っても村瀬ほど忠実ではないようで、八神が梶平からの依頼を受けて動いている立場になった後に協力を求められた際、以前やり合った際の借りを返すことを優先しようとした。
戦闘では『0』の阿波野に似た格闘スタイルで戦う。
村瀬 晃（むらせ あきら）
声 - 本多新也
共礼会若頭補佐で、共礼会構成員である久米の兄貴分。若頭の塩屋よりも先に神室町に来ており、拠点であるKJアートでは広い個室を構えている。
久米が殺害されたのを羽村がやったと思い込んでおり、羽村の弁護の件で情報収集のために八神が接触を目論んだ際に敵対し戦闘になる。その後も羽村を無罪にさせないために弁護側証人を脅すなどの妨害工作を仕掛けるが、乗り込んできた八神の説得を感情ではなく理屈で聞き入れて八神と証人を帰すなど、極道らしく荒っぽい性格ではあるが冷静な思考も持ち合わせる。
塩屋とは対照的に梶平の指示に対して忠実で、八神が梶平から依頼を受けて動く立場になった後は、手の平を返したような態度の変わりようを見せる。
真柴 健吉（ましば けんきち）
共礼会の末端構成員。本編開始より前にモグラに殺害され、共礼会組員連続殺人事件の1人目の被害者となった。
国村 康夫（くにむら やすお）
共礼会の末端構成員。本編開始より前にモグラに殺害され、共礼会組員連続殺人事件の2人目の被害者となった。
久米 敏郎（くめ としろう）
共礼会の末端構成員。34歳。村瀬とクラブ「アムール」の前で羽村たちと鉢合わせたことで彼らに捕まり、羽村たちにクラブ内で暴行を加えられた後、殺害される。翌朝にゴミ捨て場で両目を抉り取られた遺体が発見され、共礼会組員連続殺人事件の3人目の被害者となった。これにより、殺害容疑として羽村が逮捕されることになる。

### 仮面の窃盗団
ジェスター / 杉浦 文也（すぎうら ふみや）
声 - 寺島惇太
神室町を騒がせていた窃盗団の元メンバー。25歳。他のメンバー同様に仮面を着けているが、素顔は茶髪の美青年。優れた頭脳と行動力から団内ではエースと呼ばれており、パルクールで街中を飛び回って複数の警察からの追跡を容易く撒いたり、戦闘時にカポエイラのような脚技を用いて敵を翻弄するなど、常人離れした身軽さを誇る。窃盗団として八神と敵対したり、また別の機会には戦闘の手助けをしたりと、謎めいた存在として何度か八神の前に現れる。後に、リーダー格のクロウとの考えの相違から窃盗団を脱退し、素顔を見せて八神たちの調査に協力するようになる。神室町で起こった連続殺人事件に関わっていく内に八神たちと共に行動するようになり、関連人物の調査や尾行、戦闘への参加など多岐に渡るサポートを行う。
素顔を明かして以降はジェスター改め「杉浦文也」と名乗り、かつて梶平グループの大阪本社でSEとして働いていたが、裏金の存在を知ったために身に覚えのない横領の罪で解雇され、梶平への復讐も兼ねて窃盗団の一員となったと語る。
常に飄々とした態度を崩さず、クールな視点で物事に当たるが、大久保新平に関する話題にだけは執拗に食い下がり、及び腰になる八神を厳しく追及するなど、普段とは大きく異なる態度を見せる。
クロウ
窃盗団のリーダー格。烏のような仮面を付けている。結成当初は、悪人から窃盗を行う義賊として闇サイトで仲間を募ったものの、行動を起こせずにいた。しかし、ジェスターこと杉浦が加入してからは、彼の頭脳と行動力に引っ張られる形で、義賊として名を上げていくようになった。しかし、次第に欲に目がくらみ金で悪事を請け負うことになり、それが杉浦が窃盗団を抜けるきっかけとなった。

### 3年前の殺人事件
大久保 新平（おおくぼ しんぺい）
声 - 川田紳司
先端創薬開発センター附属病院に出入りしていたリネン業者の青年。八神の弁護士時代の依頼人。かつて恋人を殴ってケガを負わせたことで、傷害の前科がある。
3年前、仕事で出入りしていた病院で、自分のトラックに和久光一の遺体が積まれているのを発見。傷害の前科があることから自分が疑われること恐れ、警察に通報せず、咄嗟に遺体を奥多摩山中に運んで埋めた。事件が発覚して被告人となったが、八神の弁護で無罪を勝ち取り、自由の身になる。
しかし、釈放された直後に恋人の寺澤絵美殺害とその自宅放火の容疑で再逮捕され、死刑判決を受けて収監される。最初の事件と2度目の事件のどちらも一貫して無実を主張している。
寺澤 絵美（てらさわ えみ）
声 - 合田絵利
先端創薬開発センター附属病院に3年前まで勤めていた看護師。26歳没。病院に出入りしていたリネン業者の大久保新平と恋仲になり、同棲していた。大久保の裁判では、彼の人柄を力説し必死に大久保の無実を訴えた。しかし、大久保が無罪判決となって釈放された直後、包丁で刺殺され自宅に放火された。その容疑者として、泥酔した状態で同じ部屋にいた大久保が再逮捕された。
和久 光一（わく こういち）
先端創薬開発センター附属病院の入院患者で、3年前に創薬センターで起きた殺人事件の被害者。66歳没。
アルツハイマー型認知症を患っており、暴力的な言動や「物盗られ妄想」といった認知症特有の症状が顕著に顕れている。死因は明らかでないが死体が遺棄されていたのが発見され、前述の物盗られ妄想などの矛先にされていた、当時センターに出入りしていたリネン業者の大久保が腹を立てて殺害したとされた。

### 先端創薬開発センター
木戸 隆介（きど りゅうすけ）
声 - 白熊寛嗣
先端創薬開発センターのセンター長。年齢は55歳以上。認知症研究の権威であり、アドデック9の研究論文の筆頭著者として一躍時の人となった。しかし、その筆頭著者の肩書きはあくまでも表向きのもので、実際は生野の成果や論文を自身の名前で発表しただけである。
無類の女好きという一面があり、服部曰く「肩書きを外せばどこへ出しても恥ずかしい俗物」。ヤクザと関係があるなど、黒い噂もある。
生野 洋司（しょうの ようじ）
声 - 永井誠
先端創薬開発センターの主任研究員で、アドデック9開発ユニットのリーダー。アドデック9開発の第一人者で、木戸が発表した研究論文の本当の著者。大人しめな風貌で、木戸と共に行動していることが多く、常に何かに怯えているような表情を浮かべている。
祖父母がアルツハイマー型認知症になり、母親がその祖父母を長い間介護していた。その母親も、祖父母を最後まで看取った後に気が抜けたように倒れて他界。この経験から、アルツハイマー型認知症を治すアドデック9の開発に並々ならぬ情熱を注いでいる。
橋本（はしもと）
声 - 種市桃子
先端創薬開発センターの女性研究員で、アドデック9開発ユニットに所属する生野の部下。研究開発棟に入るために必要なゴールドカードを持っている。
生野のことを尊敬していながらも、センターの裏を怪しむ八神に対しても協力的で、生野がいる研究棟へ八神たちを案内すると共にアドデック9の詳細を教えた。
益子（ましこ）
声 - 江藤博樹
先端創薬開発センターの警備室に所属する守衛。大柄な体格の男で、民間の警備員でありながら「個人的な趣味」と標榜してスタンロッドのような武器を所持しており、八神一行にその武器を振るう。
鉄パイプを所持した久瀬大作に似た格闘スタイルで戦う。
端木 亨（はしき とおる）
先端創薬開発センターの副所長。51歳没。
梶平に金で抱き込まれ、スパイとして創薬センターとアドデック9の研究を潰すために動いていた。本編開始の約半年前、高級キャバクラを出た後に何者かに殴られ倒れているところを発見される。その後は昏睡状態が続いたが、発見されてから3週間後に死亡した。その事件も、神室町ではよくある酔っ払い同士の喧嘩として片付けられてしまう。

### 厚生労働省
一ノ瀬 薫（いちのせ かおる）
声 - 土師孝也
厚生労働省の事務次官。医療システム産業開発機構および先端創薬開発センター設立の立役者で、その設立に大きく寄与し厚生労働省官僚の天下り先を生み出した手柄で、現在の地位まで上り詰めた。
現在は、日本の国家戦略の一つとされるにまで至ったアドデック9の開発のため、政府内部への根回しや予算の確保などに尽力している。度々創薬センターを訪れており、木戸や生野とよく行動を共にしている。
イシマツ
声 - 小形満
一ノ瀬の部下。小柄で貼り付けたような笑みが特徴の中年男性で、いつもグレーのスーツに黒い革手袋をしている。
風見（かざみ）
厚生労働大臣。名前のみ登場。創薬センターの敷地を利用した再開発計画を企てる梶平と癒着して協力していたが、創薬センターがアドデック9を発表すると一転、梶平のはしごを外しセンター側に協力している。

### メインケースの登場人物
服部 耕（はっとり こう）
声 - 白鳥哲
フリーライター。著名人や団体のスキャンダルやバッシングといったゴシップ記事を書いており、性格は図々しく陰険かつ粘着質。だが、一方では興味がわいたことはとことん取材する主義で、アドデック9やアルツハイマー型認知症について専門的な解説ができるほどに情報を集めるなど、取材力は一流。
過去に大久保の一件で八神を取材しており、当時の「八神バッシング」の第一人者であった。そのため八神から嫌悪感を抱かれており、羽村の裁判を傍聴した際には閉廷後の帰り際に八神に嫌味な発言を残したり、裁判の後には人気弁護士となった新谷を取材しようとした際に八神を貶めるような嫌がらせをするなどしていた。モグラの件についても追っていたようだが、梶平に半ば脅される形で梶平の使いとして働くようになり、同じく梶平からの依頼で動くことになった八神に情報を提供するなど、図らずも協力関係になる。
梶平 茂（かじひら しげる）
声 - 壤晴彦
関西の大手ゼネコン「梶平グループ」の会長。高齢のため常に車椅子を使用している。梶平グループが共礼会に莫大な資金援助をしているため、実質的に共礼会を手駒として使う立場にある。
創薬センターの土地を利用した再開発を企ており、厚生労働大臣にも手回しをし、1000億もの巨費を投じて計画を進めていた。しかし、創薬センターがアドデック9を発表したことでセンター閉鎖の話が立ち消えになり、再開発計画がとん挫。センター閉鎖の話が出たところにアドデック9の論文が発表されたことを「あまりにタイミングが良すぎる」と思い、アドデック9の実態を暴いてセンターを潰すために副所長の端木を金で抱き込むも、半年前にその端木も何者かに殺害されてしまう。新谷が創薬センターに近づいた途端に殺害されたのも知っており、創薬センターやアドデック9の裏には何かがあると睨んでいる。
八神たちが共礼会のアジトに殴り込んで来て塩屋らを倒した際、八神らの前に姿を現す。そして、端木殺害事件と創薬センターの裏の調査を八神に依頼する。
鵜沢（うざわ）
声 - 佐野康之
神室町の探偵で、元刑事。かなりのギャンブル（中でも競馬）好きで、家賃を滞納し続けて借金を抱えた身でありながら賭博に没頭していた。
序盤で借金の取り立てとして八神が彼を尾行する。チュートリアルを兼ねており、彼に関する一件ではチェイス、アクティブサーチ、尾行、ドローン操作、一対多・一対一の戦闘など一通りの要素が登場する。
物語終盤で再登場し、八神に重要な情報を提供してくれる。
セイヤ
声 - 木島隆一
ホストクラブ「スターダスト」で働くホスト。
容姿端麗でスターダストでも人気のホストだが、複数の女性とのデートの約束をすっぽかしたり結婚詐欺のようなやり方をするなど、女性に対して軽薄な印象を見せる。また、こういった女性客への行いによって、消費者センターへの相談が後を絶たなかった。
久米が殺害された当時、容疑者とされた羽村に犯行現場近くで殴られており、その直後に羽村がサウナに入店する姿を目撃していた。そのため、羽村の裁判で彼のアリバイ証人になる。
ミカ
声 - 大津愛理
クラブ「クイーンルージュ」に努めるキャバ嬢。半年前にキャバ嬢になったばかりで、ミスも多く、今現在もうまく接客できないでいる。
キャバ嬢になって間もない頃に、創薬センター副所長の端木と生野を接客しており、端木殺害事件について重要な証言をする。
赤鼻（あかはな）
強盗の前科があるホームレス。赤らんだ鼻から「赤鼻」と呼ばれる。本名は不明。海藤破門のきっかけとなった松金組事務所強盗事件の実行犯。後に下水道で射殺体が仲間のホームレスによって目撃された。
ハングマン
『龍が如く6 命の詩。』にも登場する正体不明の狂人。同一人物かは不明。
廃墟となったラブホテル「ムッシュ・リー」に幽閉されており、彼と同様にSMチックな衣装に身を包み、まともな言葉も話さず意思疎通は不可能。どのような経緯で幽閉されているのか、誰がどのように接しているのかも判明しない。

### サイドケースの登場人物
浅香 隆（あさか たかし）
神室町に次々と時限爆弾を仕掛けている爆弾魔。非通知で八神に爆破予告の電話をかけ、爆弾を仕掛けた場所のヒントを教えて八神の力量を試している。
正体はコンビニ「POPPO」の店員。以前は警備会社に勤めており、神室町のセキュリティの甘さを指摘し会社に様々な提案をしていたが、全く受け入れられず3か月前にクビになった。それがきっかけで、神室町のセキュリティの甘さを世間に知らしめるために爆弾事件を起こしていた。
川田 智一（かわた ともかず）
「曇り空出版」の編集者。片桐匠の新作小説の出版権をかけた発表会への同行を八神に依頼する。
片桐 匠（かたぎり たくみ）
人気ミステリー作家。名前だけで作品の内容を碌に見ようとしない出版業界に失望しており、自身の作家人生を賭けた新作小説の発表会を開催した。発表会では暗号を出題し、一番最初に解読した出版社に出版権を与えようとする。
平沼 昇（ひらぬま のぼる）
フリーの雑誌記者。スキャンダルで騒がれている芸人の日向公太郎のことを調べている。
三木 源五郎（みき げんごろう）
元プロレスラーの政治家。強面な見た目と、短気で傲慢な性格をしている。
賄賂を貰うために取引相手の社長を呼び出したが、賄賂を持ってこなかったことに激怒し暴行している現場の写真を八神に撮られ、口封じとして襲い掛かる。
戦闘ではルチャで戦う。
島津 マモル（しまづ マモル）
遠距離恋愛中の彼女・由香子と入居予定の物件に幽霊が出るとのことで、その幽霊を捕まえてほしいと八神に依頼してきた男。由香子にぞっこんで、典型的なバカップル。
大木 由香子（おおき ゆかこ）
マモルの遠距離恋愛中の彼女。秋田県に住んでおり、近日中に神室町の物件でマモルと同棲を始める予定。マモルにぞっこんで、彼と共にバカップルぶりを見せる。
徳永 冬弥（とくなが とうや）
最近テレビで人気のイケメンアイドル。自慢の茶髪は実はカツラで、しょっちゅう風に飛ばされ、八神が回収を依頼される。カツラをあくまで「帽子」と言い張っており、カツラを付けている時と付けていない時で人格が変わる変人。
及川 舜英（おいかわ しゅんえい）
かつて源田法律事務所に所属していた弁護士で、源田の元弟子。弁護士として優れた実力を持ち、源田からも期待されていた。しかし、慇懃無礼かつ慢心と欲にまみれた性格で、裁判に勝つためなら証拠品の捏造などの悪事を平気で行っていたため、源田に破門を言い渡された。それでも反省しておらず、自身を追い出した源田を逆恨みしている。
足立 隼人（あだち はやと）
不動産会社「足立エステート」の社長で、海藤の中学時代の友人。神室町で海藤と再会し、再びコンビを組もうと提案するが、八神は直後に彼の会社の黒い噂を耳にしてしまう。
戦闘ではスピードタイプの渋澤に似た格闘スタイルで戦う。
岡林 祐介（おかばやし ゆうすけ）
正義のヒーロー「キャプテン・ポリス」に憧れる少年。5歳。ヒーロー好きで、変身セットを肌身離さず持ち歩いている。父親が悪徳金融会社で借金をし、そのカタとして拉致されたところを海藤に助けられ、彼をキャプテンポリスだと思い込んで懐くようになる。
ブラム・シルヴァーニア3世 / 志島 音夜（しじま おとや）
始祖の吸血鬼という設定で人気を博しているビジュアル系アーティスト。人気に胡座をかいた傲慢な性格だが、アーティストとしてのプロ意識は高い。
週刊誌に昔行っていた非行を報道されてしまい、押しかける報道陣によってライブに支障がでることを懸念したマネージャーの葉山の考案で八神が影武者に扮して、囮になる。
日向 公太郎（ひなた こうたろう）
売り出し中の若手芸人。未成年の女子との淫行写真を週刊誌にすっぱ抜かれ、「ハメ太郎」のあだ名で世間から非難されている。自身はハニートラップを仕掛けられたと思っており、汚名返上のため八神に真相の調査を依頼する。
蜂谷 明日香（はちや あすか）
公太郎にハニートラップを仕掛けた女で、日暮コタツの彼女。コタツに頼まれ、金目的で公太郎を陥れた。
日暮 コタツ（ひぐれ コタツ）
芸人。友人の公太郎が自分よりも人気が出始めたことに嫉妬し、彼女の明日香を使って公太郎にハニートラップを仕掛け、それを未成年とのスキャンダルとして世間を騒がせることで公太郎を陥れる。
ワン
とある中国系マフィアの構成員。組織の総統が生前溺愛していた猫の「ツァンシィ」を巡って八神に「組織の乗っ取りを目論む幹部より先にツァンシィを捕まえて欲しい」依頼した。
西村（にしむら）
広島県尾道のマスコットキャラクター「小野ミチオ（おの ミチオ）」の中の人のアルバイトを務める男性。神室町にて「小野ミチオと行く尾道ツアー」のPRのために訪れたが、認知度の低さからキワモノ扱いされた上に言葉遣いの悪さが際立ったことでプロデューサーの広中に注意されたため、不満が爆発して不貞腐れた。
広中（ひろなか）
龍が如くにも登場する、小野ミチオのプロデューサー。「小野ミチオと行く尾道ツアー」のPRのために神室町を訪れ、劇場前広場にてイベントを開催していたが、まるでやる気のないバイトの西村の態度と言動を注意したところを不貞腐れたことで困惑した。
蒲生 達也（がもう たつや）
殺人罪で網走刑務所に収容されている囚人。44歳。
「ハンバーガーが食べたくなった」という理由で脱獄し、脱走犯として指名手配され、後に八神に発見される。
報奨金目当てで近づいてきたチンピラ数人がかりを一瞬で返り討ちにするほどの戦闘力を誇る。戦闘ではリチャードソンに似た格闘スタイルで戦う。
シン・アモン / 亜門 新（あもん しん）
全てのサイドケースをクリアすると決闘を挑んでくる、『龍が如く』にも登場する亜門一族の一員。
砕けた口調で第四の壁を破るような語りかけをしたり、法律上の理由などを挙げて決闘に応じようとしない八神に困惑したり、決闘に相応しい場所と称して物理的にワープを行って全く違う場所に移動する超常現象を起こして八神に突っ込まれるなど、他の亜門一族に比べて主人公とのやり取りはコミカルさが勝る。
決闘の際には八神にしがみついてスマートフォンを奪い取ることでポーズメニューを開かせなくしてするという行動を取る。このため、スマホを奪われると回復アイテムなどを使うことができなくなる。ただし、ショートカットに登録したアイテムはスマホを奪われても使用できる。

### 京浜同盟
葛西 拳太（かさい けんた）
声 - 鉄平
京浜同盟四天王の一人で、「葛西派」を率いる男。第2章で初登場。四天王の中で一番最初に登場する。
サングラスにパンチパーマ、上下スウェットといかにもヤンキー然とした装いをしている。諺や四字熟語を間違えたり意味や使い方を理解していないなど、頭はあまりいいとは言えない。
戦闘では久瀬大作に似た格闘スタイルで戦う。
本田 錬司（ほんだ れんじ）
声 - 中務貴幸
京浜同盟四天王の一人で、「本田派」を率いる男。第4章で初登場。葛西が目をつけていた八神に個人的に興味を抱き、戦いを挑む。
大柄で屈強な肉体を持つ無類の喧嘩好きで、「喧嘩狂いの本田」の異名を持つ。強い相手と殴り合うことを生き甲斐としており、喧嘩は一対一の勝負を好む。割り込もうとする相手には味方であろうと容赦なく鉄拳制裁を加えるなどの戦闘狂ともいえる性格だが、負けた場合は負け犬と称して大人しく引き下がるなど潔い一面も見せている。
戦闘ではベースタイプの渋澤に似た格闘スタイルで戦う。
阪木葉 海人（さかきば かいと）
京浜同盟四天王の一人で、「阪木葉派」を率いる男。第7章で初登場。食事を餌に葛西に唆されて八神の始末に赴く。
食べることが好きなのんびり屋で肥満体型をしており、体格に比して小さめのシャツを着て常に腹を露出している。八神の攻撃を受け続けても平然としているほどタフだが、空腹を感じると戦闘を放棄するなど、マイペース。また、動物のように嗅覚が敏感であり、八神を匂いで探し当てる特技を持つ。
戦闘ではハングマンに似た格闘スタイルで戦う。
虎牙 松久（こが まつひさ）
声 - 村井雄治
京浜同盟四天王の一人で、「虎牙派」を率いる男。第11章で初登場。四天王で最後に登場し、八神が京浜同盟の名を脅かしかけていると危険視して排除しようと動く。
虎牙派は京浜同盟の中で最大の派閥であり、京浜同盟の主な資金源である武器密売組織「虎牙商会」の代表でもあることから、京浜同盟の事実上のトップと言える立場にある。
冷徹なインテリ然とした容姿をしており丁寧な口調で話すが、その本質は狡猾で慇懃無礼。戦闘においても四天王最強の実力者で、戦闘では華麗な身のこなしで二丁の拳銃を扱った危険な攻撃を行う。
戦闘ではリチャードソンと荒瀬に似たスタイルで戦うほか、手榴弾を投げる。
後藤（ごとう）
「葛西派」の幹部補佐。エンカウントバトルで葛西派のチンピラたちと共に登場する。
戦闘では力也に似た格闘スタイルで戦う。
堤（つつみ）
「本田派」の幹部補佐。エンカウントバトルで本田派のチンピラたちと共に登場する。
戦闘ではスピードタイプの渋澤に似た格闘スタイルで戦う。
橘（たちばな）
「阪木葉派」の幹部補佐。エンカウントバトルで阪木葉派のチンピラたちと共に登場する。
戦闘では金井に似た格闘スタイルで戦う。
望月
「虎牙派」の幹部補佐。エンカウントバトルで虎牙派のチンピラたちと共に登場する。
戦闘ではブルース海老沼に似た格闘スタイルで戦う。

### 変態三銃士・変態王
パンティ教授
声 - いとう緑茶
変態三銃士の一人で、女性のパンティとその匂いに異様な執着心を持つ下着泥棒。
中道通りを縄張りとし、ドローンを用いて特定のパンティを次々と盗んでいる。白衣を纏った容姿と敬語を用いた口調から「教授」と称される。しかし、同類のお尻マイスターからは「三銃士の中ではアマチュアに過ぎない」と格下扱いされている。
戦闘ではスピードタイプの渋澤に似た格闘スタイルで戦う。
お尻マイスター
声 - 山崎興啓
変態三銃士の一人で、女性の臀部に対して異様な執着心を持つ痴漢。
七福通りを縄張りとし、女性の尻を触る痴漢行為を繰り返している。触れた尻を分析して、その女性に向いている競技を一方的にアドバイスするという、独特な嗜癖を持つ。レーシングウェアを着た元陸上競技の国体選手で、逃げ足がかなり速い。
戦闘では久瀬大作に似た格闘スタイルで戦う。
デバガメ判事
声 - 武田直人
変態三銃士の一人で、カップルの性行為を盗撮する覗き魔。
ホテル街を縄張りとし、ホテル利用客の性行為を窓から盗撮。自らを「裁定者」と称し、盗撮した性行為の内容が有罪かどうかを自己基準で審理した挙句、有罪と判断した場合はインターネット上に盗撮動画をアップロードしていた。外見は、上下黒のスーツに暗視スコープを装着した金髪の白人男性。壁面をゴキブリのように自在に這いまわる、人間離れした身体能力を持つ。
戦闘では堂島大吾に似た格闘スタイルで戦う。
ジャイアント・インパクト
変態三銃士を超える変態性を持つ露出狂。全裸に仮面のみを身につけた風貌と堂々とした振る舞いから、「変態王」の異名を持つ。
筋骨隆々の肉体と規格外の巨根の持ち主で、女性に自身の男性器を見せつけて、ジャイアント・インパクトのごとき精神的衝撃を与えている。男性と対峙した際には、男性器を見せまいと股間に大きな葉を貼り付け、剥き出しのそれを偶然目撃した男性からは尊崇の念を抱かれている。変態三銃士が全員逮捕された後に姿を現した。
正体は78歳の老人で、本名は「石川新三郎」。若い頃から女性にモテるためにあらゆる努力をし尽くしたが、モテることができず、78歳の今も童貞。男の悦びを知らずに生きていることへの焦りから、性癖が歪み露出に目覚めてしまった。
戦闘ではブルース海老沼に似た格闘スタイルで戦う。

### ガールフレンド
美浜 さな（みはま さな）
声 - 東山奈央
シンガーソングライター志望の少女。19歳。茶髪のショートボブが特徴的な、可愛らしい女の子。歌手になるために上京し、神室町で路上ライブをしている。また、ネットにも歌唱動画をアップロードしている。抜群の歌唱力の持ち主で、ネットの歌唱動画がバズって注目を集めている。代表曲は「夢の途中」で、八神と交流するようになってからは恋がテーマの新曲を作り始める。
料理が好きで、カレーや肉じゃがなど庶民的な料理を好む。特にカレーは、具材に大根を入れて和風出汁とみりんを効かせた独自のレシピで、デートイベントで八神に作って振舞うシーンがある。
早乙女 月乃（さおとめ つきの）
声 - 本渡楓
下着泥棒の依頼で知り合う女子大学生。21歳。黒髪のロングヘアが特徴の、清楚な印象の女の子。双子の兄・陽介がいる。なぜか神室町に蔓延る変態たちに好かれる傾向にあり、変態の被害に遭うたびに兄の陽介から変態退治の依頼が来る。
茨城県出身。実家は地元の名士で、地元の企業の社長令嬢。「竜禅寺大地」という許嫁がおり、大学卒業後に結婚するよう親から言われている。竜禅寺は実家の会社の親会社「竜禅寺グループ」の御曹司であるため、親は竜禅寺に逆らえない。しかし、自身は東京で就職したいと思っており、就活を行っている。採用面接で極度に緊張して上手く話せず、不採用が続いていることに悩んでいる。
天音 つむぎ（あまね つむぎ）
声 - 橘田いずみ
占い師の女性。27歳。金髪と常に身に纏っている黒いローブが特徴の美女。千両通りに立っており、道行く人に声を掛けては占いを行っている。他人の災いの影が見えるという特殊能力を持っており、災いの影が見えた人に声を掛けて忠告をするが、口下手なためまともに相手にされない。
自分の能力を人のために役立てたいと思っており、占いは無償で行っている。生活費は親から相続したマンションによる不労所得で賄っているが、ヌードモデルなどのアルバイトをやって収入を得ている。また、小動物が好きでハムスターを飼っており、八神に似ていることからハムスター名前を「ヤガミサン」に改名した。
松岡 七海（まつおか ななみ）
声 - 佐藤利奈
ストーカーに悩まされているOL。29歳。茶髪のロングヘアと顎のほくろが特徴の、キャリアウーマン風の美女。
インターネットの広告代理店に勤務しており、ブログの記事やイベントの企画を行っている。仕事で特集を組むことになったことがきっかけで、ドローンレースに興味を持っている。
昔付き合っていた元彼に浮気されたという過去があり、それ故に浮気する男や嘘をつく男を嫌っている。また、その元彼とのことがきっかけで、新たな恋愛に億劫になっている。

### ガールフレンドの関係者
西東 春秋（さいとう はるあき）
芸能プロダクションのプロデューサー。美浜さなをスカウトし歌手デビューを持ちかけるが、裏ではさなに枕営業をさせた上でその様子を撮影し、アダルトビデオとして売ろうと企んでいた。
加畑（かばた）
さなの熱狂的なファンの男。さなとデートしている八神に嫉妬し、2人の行動を監視したりデートを盗撮した写真をさなの事務所に送りつけるなど、過激な行動をとるようになる。
早乙女 陽介（さおとめ ようすけ）
早乙女月乃の双子の兄で、専門学校生。面立ち・背格好ともに月乃によく似た中性的な青年。言動はやや軽薄だが、変態の被害に遭った妹の身を案じて八神に依頼を持ち込むなど、非常に妹思いの性格。セクキャバの呼び込みのアルバイトをしており、依頼の報酬もその給料で捻出している。アメリカに留学中の月乃の友人・朱里（あかり）と遠距離恋愛中。
竜禅寺 大地（りゅうぜんじ だいち）
声 - いとう緑茶
茨城県の有力企業「竜禅寺グループ」の御曹司で、月乃の許嫁。竜禅寺グループは、月乃の実家の会社の親会社にあたる。幸川という執事を側に使わしている。
イギリスへ留学した影響で英国被れな性格。最近帰国し、月乃とデートしていた八神の前に姿を現す。それ以降、八神を馬の骨扱いし、月乃とのデートの際に勝負を挑んでくるようになる。ただ、自身を打ち負かした八神に対して独断で部下たちをけしかけようとした幸川を咎めたり、その後に月乃の心中を聞かされると潔く身を引くなど、紳士としての矜持や器量も持ち合わせている。さらに、13歳の頃から恋焦がれていたという月乃への愛情も本物で、月乃の東京での就職を認めてもらうよう、彼女の両親を土下座までして説得した。
目黒（めぐろ）
動物園の飼育員。天音つむぎの占いで、一度目は「黒の災いの相」、二度目は「黒と白の災いの相」が見えると言われ、該当する色のものを目にすると極端に恐れをなす。特に二度目の占いの後は、仕事で担当していたパンダの飼育が怖くてできなくなった上、担当を変えてもらったところシマウマの担当にされたと主張する。
緋山（ひやま）
天音が占って警告した際、彼女を殴って立ち去った小太りの男。「火の災いの相」が見えていた。実は指名手配中の放火魔で、放火によって神室町を火の海にしようとしていた。
牛又 岳朗（うしまた たけろう）
天音が占ったヤクザで、「牛又組」の組長。「刃の災いの相」が見えていた。最初は半信半疑だったが、天音が八神の助言に従って丁寧に警告したことで聞く耳を持つ。その後に天音の予言通りの災いが本当に起き、彼女の占いおかげで災いを回避できたため、命の恩人として天音の占いを信頼するようになる。その頃は組がいざこざに巻き込まれていてケガ人が絶えなかったため、天音をパトロンとして自身だけでなく部下たちも占ってもらうなど、次第に彼女の占いに頼るようになっていった。実は彼こそが、天音が八神に見た「牛の災いの相」の正体。天音が悩みによって災いの影が見えなくなると、その原因が彼女が八神に惚れたことだと考え、天音と会うのをやめるよう八神を脅す。
竹田（たけだ）
松岡七海に付きまとっているストーカー。ミリタリー柄の服を着ている。かなりしつこい男で、1年以上にわたって七海に付きまとい続けている。
利根川 ゆきこ（とねがわ ゆきこ）
七海の中学時代からの親友。七海とのデートイベントで登場する。七海からは「ゆっこ」というニックネームで呼ばれている。小柄でポッチャリ体型の女性で、イケメンが大好き。
文房具メーカーで事務職をしており、文房具が大好き。また、大学時代から趣味で舞台役者をやっており、歩き方や話し方も別人になれるほどの高い演技力を持っている。

### フレンド
テンダーのマスター
声 - 後藤光祐
八神の行きつけのバー「テンダー」のマスター。
八神が15歳の頃に年齢詐称を承知の上で雇って以来親交を持ち、当時からの縁もあって八神への調査依頼の案件を積極的に提供してくれる。
マリ姉
声 - 本居真優
テンダーの常連客。ブラックカードを持つほど高収入であるが、絶対に自分の職業を明かさない。これまで誰も彼女の職業を当てることができず、業を煮やしたマスターや他の常連客が八神に調査を依頼した。
九十九 誠一（つくも まこと）
声 - 宮本淳
八神が贔屓にしている情報屋。27歳。「ボサボサ頭に眼鏡」「ネットスラングを交えて芝居がかった口調で会話する」といった典型的なオタク像そのままな人物像だが、容姿を含めて彼を好きになった女性がいるらしく、本人曰く「こう見えてリア充」とのことである。
かつては家に引きこもって人と関わろうとしなかったが、八神のおかげで前向きな性格になっていった過去を持つ。現在は家を出てネットカフェ「mantai」で暮らしているが、引きこもり気質は変わっておらず、日々オンラインゲームに没頭している。街中の呟きを書き込むアプリ「Yutter」に管理者権限でアクセスして情報を集めたり、小型の高性能盗聴器をあっという間に作り上げるなど、高度なハッキングや電子工作の腕前で八神をサポートする。
諸星 五郎（もろぼし ごろう）
下水道に住む医者。有名医大の出身だったが、権力争いに負けて以降、紆余曲折を経てホームレスの面倒を見る医者となった。
八神がホームレスの近藤を助けたことで彼と顔見知りとなり、以降は八神の治療や医療キットの販売を行う。
キム・ウォンスン
焼肉屋「牛遊宴」の店主。八神とは昔からの知り合い。店員の女性を守るため京浜同盟のチンピラに毅然と抗議するなど、店長としての強い責任感を持っている。
京浜同盟に襲われていた所を八神に助けられるが、この一件が原因で京浜同盟に目をつけられることになる。そのイベントの後は定期的に、京浜同盟が街中で暴れているというメッセージを八神に送って助けを求める。その後、八神に賞金が掛けられた際も詳細な情報を伝えてサポートした。
また、八神による店舗経営のアドバイスを受けたことで店が繁盛してからは恩返しとして格安で食事を提供してくれるようになる。
イヤマ
廃墟となっているコミュニティビル「竜宮城」で薬屋を営む老人。
仲間内からは「竜宮城の仙人」と呼ばれ、様々な効力を持つ「仙薬」という怪しげな薬を開発している。公園前で倒れていたところを八神に助けられたことで彼と顔見知りとなり、竜宮城の鍵を渡した後、仙薬の効果と作り方を教える。
また、仙薬のレシピは本人でもなぜ作れるのか、なぜ効果があるかは分かってはいない。
釜口 一文（かまぐち かずふみ）
金融会社「ゼニガメ金融」で働いている借金取り。借金取り立ての依頼をクリアすると、その後は八神の調査に必要な情報をくれる情報屋となる。
新里 まどか（しんざと まどか）
天下一通りにあるセクキャバ「あっぷるぱい」で働く女子大生。胸元が開いたメイドのコスチュームを着ている。
男性が苦手で口下手なため、客から「日本語が話せない外国人」と間違えられたこともある。その上、セクキャバの嬢にもかかわらず体を触られると嫌がる素振りを見せるため、客から不評を買ってしまい、指名があまりない。
早乙女陽介の学生時代の先輩であり、早乙女は学生時代にとても世話になった恩から、彼女の客になってほしいと八神に依頼する。なお陽介からは「パイセン」と呼ばれているが、これはよくある「先輩」のもじりではなく、「おっぱい先輩」の略。
冨岡 理恵（とみおか りえ）
八神探偵事務所が入居しているビルの管理人。八神に猫探しを依頼したのが縁で、八神に格安で部屋を貸している。
持ち物件で居酒屋を出店しようと考えており、その店で出す料理の試作品の味見を頼んだことで親しくなり、以降は事務所の冷蔵庫に試作料理を差し入れてくれるようになる。
田名後 堅二（たなご けんじ）
「殴ってみろ屋」を名乗る青年。自身の師匠である先代に憧れて殴ってみろ屋を始め、先代から見て学んだ類稀なる回避能力を持つ。
イベント終了後は戦闘中に八神を手助けするようになる。
ライアン・アコスタ
声 - 武田直人
忍装束を着たアメリカ人。忍者学校で忍術を学んだ忍者と称しているが、忍者を誤解しているような素振りも見せる。
イベント終了後は戦闘中に八神を手助けするようになる。
須崎 亮（すざき りょう）
松金組の刺客のステッキ男・須崎雅司の双子の兄で、自由人を自称するニート。服装も外見も雅司に瓜二つだが、弟とは異なりカタギであり、本人曰く「弟が俺に憧れて真似をしている」とのことである。また、幼少期から争い合うことでお互いを鍛えていったが、常に弟に勝利してきたという実力を持つという。イベント終了戦闘中に八神を手助けするようになる。
一瀬 邦夫（いちのせ くにお）
演 - 一瀬邦夫
ステーキ店「いきなり！ステーキ」の社長。社長でありながら、会議の時間も気にせず店舗の前に立ち、お客様や従業員を見守っている。
いきなり!ステーキと本作とのコラボレーションキャンペーンの一環で、創業者で本作発売当時社長であった一瀬邦夫が実名で特別出演し、声を演じているほか、顔のCGも本人の顔を基に製作された。

## 舞台
神室町
『龍が如く』シリーズお馴染みの、新宿にある東京最大の歓楽街。およそ400m四方に多数の飲食店や風俗店などの施設が立ち並び、活気に満ち溢れている。しかし、東城会をはじめとする国内外の犯罪組織の温床と化しており、治安は非常に悪い。モデルは新宿の歌舞伎町。

## 登場組織
八神探偵事務所
弁護士を辞めた八神が神室町で立ち上げた探偵事務所。浮気調査や人探しなどの他、逃げたペットの捜索や借金の取り立てなど、探偵とは名ばかりの便利屋として様々な仕事を請け負っている。
源田法律事務所
かつて八神が所属していた弁護士事務所。神室町で長く弁護士業を営んでいる。土地柄と所長の源田の個人的な縁もあって、極道がらみの案件を何度も経験している。
神室署
警視庁が管轄する警察署の一つで、神室町管内の事件を取り扱う。黒岩や綾部が所属しており、連続猟奇殺人事件の捜査を行う。
松金組
関東最大の極道組織「東城会」の三次団体。松金貢を組長とし、羽村京平が若頭を務める。七福通り東に事務所を構える。
海藤もかつて所属しており、八神も組長の松金の助けにより弁護士になったため、2人にとっては所縁の深い組。
関西共礼会
関西から神室町に進出してきた極道組織。古葉を会長とし、塩屋聡が若頭を務める。ただ、古葉は神室町には来ておらず、作中で姿を見せることはない。千両通りにある梶平系列のビル「KJアート」と、公園前通りにあるキャバレー「本丸園」を拠点としている。構成員は1000人ほどと東城会よりも少ないが、梶平グループをバックとしているために豊富な資金力を持っている。
梶平グループ
1万人もの社員を抱える関西の大手ゼネコン。梶平茂が会長を務める。先端創薬開発センターの土地を利用した再開発計画を立てており、そのために豊富な資金力で関西共礼会を動かしている。
医療システム産業開発機構
厚生労働省所管の試験研究機関。厚生労働事務次官の一ノ瀬薫がかつて設立に寄与した。だが、その実態は厚生労働省の天下り先。
先端創薬開発センター
医療システム産業開発機構の敷地に所在する研究施設兼医療施設。
かつては巨費を投じながらも成果を挙げられず、税金の無駄遣いと指摘され、閉鎖の話も上がっていた。また、その広大な敷地を有効活用すべく、梶平グループによるセンター解体後の再開発計画さえ持ち上がっていた。しかし、「アドデック9」の論文を発表してからは一転して、厚生労働省から多額の予算を投じられるようになり、今では日本の国家戦略の一翼を担う施設として持て囃されている。
仮面の窃盗団
神室町を騒がせている謎の窃盗団。メンバーは皆仮面で顔を隠して、お互いをコードネームで呼び合っている。悪人からしか金を盗まない「義賊」とされている。
京浜同盟
神室町に屯する半グレ集団。性質の悪さと誰構わず暴力を振るう無法振りから、ヤクザたちも手を焼いている。同盟内には4つの派閥があり、それぞれの派閥を「四天王」とよばれる実力者たちが率いている。
変態三銃士
神室町に潜む3人の性犯罪者「パンティ教授」「お尻マイスター」「デバガメ判事」の総称。「変態」と称されている通り、3人それぞれが常軌を逸した性的嗜好を持つ他、神室町内に自分の縄張りを持っている。欲望の赴くままに犯行を重ねており、それによって多くの被害を出しているものの警察には捕まってはいない。また、犯罪者ではあるが、その他の変態たちからは崇拝されるほどの支持を持つ。

## 劇中の主な用語
モグラ
神室町で発生した連続猟奇殺人事件の実行犯とされる人物。「地下に潜る」ことが由来となっている。八神が名づけ、それが神室町の住人や警察にも広まった。
その姿は誰も知らず、事件現場にロクな証拠も残さないが、犯行は一貫して被害者の眼球を抉っている。八神はモグラと羽村には何か深いつながりがあると推測する。
アドデック9
先端創薬開発センターで研究開発が進められている新薬。世界初のアルツハイマー型認知症の治療薬として、全世界に期待されている。名称の「アドデック」は先端創薬開発センターの英語表記（Advanced Drug DEvelopment Center）のイニシャルに、「9」はそこで開発された9番目の薬ということにそれぞれ由来する。
マウス実験で、脳に蓄積するアルツハイマー型認知症の原因と見られている物質「アミロイドベータ」を細胞の自食作用を活性化させることによって瞬時に分解する効果が発見され、さらに一度死滅した脳細胞の機能が一部回復する作用も明らかになる。これにより、もし人間で実用化できれば、これまで進行を遅らせるしかできなかった認知症の治療に完治という道を切り開く、世紀の大発見とも言うべき画期的な新薬だった。お荷物扱いだったセンターの起死回生を果たす薬で、世界的にもセンター的にもまさに「夢の薬」として大きな話題になる。
八神は当初そういった薬の実在自体を疑っていたが、「マウス実験で効果を発揮した新薬」の存在自体は創薬センター以外でも追試され確認されているものである。
ハト
八神や海藤が操作するドローンのコードネーム。この名称は八神役である木村拓哉が提案した。

## 劇中の主な事件
先端創薬センター入院患者殺害事件
本編開始の3年前に発生した殺人事件。
先端創薬センターに入院していた認知症患者の和久光一が、病院から姿を消した。捜索願が出され、警察は状況から和久が何者かに連れ去られたとみて、病院に出入りする車両をチェック。その結果、当時リネン業者として出入りしていた大久保新平の車が捜査線上に浮上。大久保は取り調べの席で奥多摩の山中に死体を遺棄したと供述し、被害者が病室から消えてから3か月後、腐敗した和久の遺体が大久保の供述通りの場所で発見された。
大久保は、自分のトラックにいつの間にか和久の遺体が積み込まれており、かつて傷害の前科があることから警察に疑われることを恐れ、山中に死体を運び埋めたと供述。死体遺棄は認めるも、殺害は否認した。しかし、事件を担当した検察の泉田検事は、大久保を和久殺害の容疑で起訴。世間は誰もが大久保の有罪を確信していた。しかし、大久保の弁護を担当した八神隆之によって検察が主な証拠としていた生野の証言に矛盾があるなど、他に真犯人がいる可能性が立証され、大久保の人柄を必死に訴える恋人の寺澤絵美の訴えも響き、大久保には無罪の判決が下る。誰もが有罪と見ていた事件をひっくり返したことで、八神は敏腕弁護士として一躍名を馳せることになった。
神室町看護師殺害放火事件
本編開始の3年前に発生した殺人事件。
先の入院患者殺害事件で無罪判決となった大久保新平が、釈放直後に恋人の寺澤絵美を刺殺し、自宅アパートに放火した。被害者の寺澤は、包丁で体を15か所も刺されており、死因は失血死。大久保は現場のアパートで現行犯逮捕された事に加え、血中アルコール濃度から酩酊状態であったこと、凶器の包丁から大久保の指紋が出たことから、裁判で死刑判決が下る。大久保は容疑を否認しており、八神はこの事件でも大久保の弁護を依頼され担当したが、創薬センターの事件の時と違って八神自身が大久保の無罪を信じ切れていなかった。
これにより、先の事件で敏腕弁護士とされた八神の評判は地に堕ち、「凶悪な殺人鬼を無罪にして野に放ったインチキ弁護士」というレッテルが貼られることになった。
松金組ピストル強盗事件
本編開始の1年前に起きた事件。
松金組の事務所にピストルを持った強盗が入り、当時事務所で一人で番をしていた海藤正治に拳銃を突きつけ、金庫に保管されていた1億円を奪った。海藤はこの事件がきっかけで、組を破門されることとなった。
犯人は「赤鼻」というホームレスだったが、事務所の人員が手薄になる時間や事務所内部の間取りを把握しているなど、犯行の手際が良すぎたことから、事務所内に赤鼻の内通者がいることが疑われた。
先端創薬センター副所長傷害致死事件
本編開始の半年前に発生した殺人事件。
神室町の路地裏で、当時先端創薬センターの副所長であった端木亨が倒れているのが発見された。端木は何者かに殴られており、救急搬送されるもこん睡状態が続き、3週間後に死亡した。事件発生から死亡まで時間が空いたこともあり、ニュースや新聞ではあまり報じられなかった。
殴られる前に同僚の生野洋司と現場近くの高級キャバクラで酒を飲んでおり、その後、黒いレインコート姿の人物と口論をしていた姿が多数目撃されている。警察はこの人物を容疑者と見ているが、未だに捕まっていない。
共礼会組員連続殺人事件
本作で最も肝となる事件で、八神が作品中を通して真相を追いかける。
関西から来た極道組織「共礼会」の組員3名が、神室町内で相次いで殺害された。被害者は皆アイスピックのようなもので両目をえぐり取られており、連続猟奇殺人として神室町の人々を震撼させた。
警察は一連の事件を同一犯によるものと見ていたが、「何人も殺されていながら誰も捕まえられない」という警察の信用を落とす状況を嫌い、3人目の被害者と事件直前に揉めていた松金組若頭の羽村京平を容疑者として逮捕。羽村は源田法律事務所に弁護を依頼し、同事務所所属の新谷正道が弁護を担当。その新谷の調査補助をきっかけに、八神は事件に関わることになる。
調査の末、八神は犯行時刻の羽村のアリバイ証人を発見。裁判でアリバイが立証され、羽村には無罪判決が下った。しかし、八神は羽村が事件に関して重大なことを隠していると睨み、連続殺人の真犯人を「モグラ」と名付け、事件を追い続ける。
神室町松金組組員銃殺事件
松金組組員の栗本正一が、組の事務所前で拳銃で撃たれて死亡した。犯人は栗本を背後から撃ち、さらに至近距離で彼の両目を撃って止めを刺した。その際、現場付近を歩いていたOLが腕に流れ弾を受け、全治3か月の怪我を負った。
犯人は自称会社員で、その場で警察に現行犯逮捕された。後に、犯人の男は共礼会の鉄砲玉であることが判明し、銃殺事件は共礼会が先の連続猟奇殺人を松金組の犯行と考えての報復と思われた。さらに、栗本の歳格好や当日の服装が若頭の羽村京平と酷似していたため、犯人の本来の標的は羽村であり、栗本は羽村と間違われて射殺されたと推測された。
神室町弁護士殺害事件
神室町の源田法律事務所に所属する弁護士の新谷正道が、同町内の八神探偵事務所内で他殺体で発見された。新谷は拳銃で数発撃たれており、先の共礼会組員の連続殺人と同様に両眼をえぐられていた。
捜査の結果、死体から出た銃弾の線条痕が、神室署組織犯罪対策課の綾部和也刑事の拳銃のものと一致。これにより警察は、綾部を新谷殺害の容疑者として逮捕した。綾部自身は殺害時刻の少し前に何者かに背後から襲われ気絶して目が覚めたら公園だった、と供述しているが、目撃者や他者の指紋などそれを示す客観的な証拠が何一つない上、綾部自身が殴られたことの報告を怠っていたという事実のため、綾部の供述は信憑性が無いとされている。
一方八神は、新谷が殺される直前、先端創薬センターに電話を掛けていた事実を掴む。また、生前の新谷の意味深な言葉から、彼がモグラについて重大な情報を掴んでおり、その口封じのために殺されたと推測する。両眼をえぐる手口からも、新谷殺害は共励会組員の事件と同一犯の犯行で、真犯人はモグラであり、綾部はハメられたと考えた。

## 楽曲
- 主題歌：[ALEXANDROS]「アルペジオ」（UNIVERSAL J / RX-RECORDS）[8]
- 挿入歌：[ALEXANDROS]「Your Song」（UNIVERSAL J / RX-RECORDS）[8]

## 主なスタッフ
- 原案・監督：名越稔洋[42]
- チーフプロデューサー：細川一毅[9]
- プロデューサー：佐藤大輔、島野光弘
- ディレクター：吉田幸司
- メインストーリー脚本・演出：古田剛志[42]

## 受賞
- 日本ゲーム大賞2018 - フューチャー部門 受賞[43]
- 日本ゲーム大賞2019 - 優秀賞 受賞[44]